# Hans Gastrow
Hans Gastrow (* 12. Januar 1895 in Bergkirchen, Schaumburg-Lippe; † 6. November 1968 in West-Berlin) war ein deutscher Ingenieur und gilt als Pionier des Plastspritzgusses.

## Leben und Werk
Gastrow studierte 1917 bis 1920 Elektrotechnik an der Technischen Hochschule Hannover und von 1920 bis 1922 Maschineningenieurwesen an der Technischen Hochschule Berlin. Nach einer Tätigkeit als Montageleiter und Betriebsingenieur in Firmen für Hochspannungsanlagen in Berlin holte die Werkzeugfirma „Franz Braun“ ihn als Entwicklungsingenieur nach Zerbst. Der von ihm entwickelte Spritzgießautomat ISOMA für thermoplastische Kunststoffe ging 1933 in die Serienfertigung. Über 1000 Stück der ISOMA wurden in 28 Länder exportiert, die meisten in die USA. Am 28. Juni 1935 fuhr er per Schiff in die USA.
1946 bis 1951 wurde er als einer von 2500 deutschen Ingenieuren als „lebende Reparationsleistung“ im Rahmen der Aktion Ossawakim in die Sowjetunion verbracht. Er gab im Karbolitwerk Orechowo-Sujewo sein Fachwissen weiter. Er schrieb über 30  Artikel in der Fachzeitschrift Kunststoffe, später Plastic&Kautschuk. Seine 1966 im Carl Hanser Verlag München erschienene Publikation Beispielsammlung für den Spritzguss-Werkzeugbau wurde zum Standardwerk, in sieben jeweils überarbeiten und erweiterten Auflagen, zuletzt 2007 als Gastrow, herausgegeben von Peter Unger. Übersetzt wurde es in elf Sprachen, u. a. ins Italienische, Französische und Spanische.

## Ehrungen
- 1965 Ehrenplakette Verein Deutscher Ingenieure für seine Verdienste in der Fachgruppe Kunststofftechnik.

## Publikationen
- Beispielsammlung für den Spritzguss-Werkzeugbau. Carl Hanser Verlag München 1966.
- Der Spritzgieß-Werkzeugbau in 100 Beispielen. Carl Hanser Verlag München 1983, ISBN 3-446-13389-5.
- Injekction Molds. 102 Proven Designs. Hanser Publishers, Munich Vienna New York 1983, ISBN 3-446-13663-0.